# 阿加尼扬村
阿加尼扬村，是西班牙卡斯蒂利亚-莱昂萨拉曼卡省的一个市镇。 总面积30平方公里，总人口109人（2001年），人口密度4人/平方公里。